# 阿特雷烏科縣

37°7′28″S 63°40′1″W / 37.12444°S 63.66694°W
阿特雷烏科縣（西班牙語：Departamento Atreucó），是阿根廷的縣份，位於該國南部拉潘帕省，首府設於馬卡欽，面積3,580平方公里，2010年人口10,153，該縣份人口密度每平方公里2.8人。